# Barranc de Palmera
El barranc de Palmera o de Beniteixir és un barranc que naix al terme de Potries en la partida denominada el Racó de Seguí, molt a prop de la partida de les Encreuades al peu dels contraforts de la Serra Gallinera. Està majoritàriament canalitzat per parets d'obra per evitar esllavissades i desemboca al mar per Piles i Oliva.

## Descripció
En el seu origen serveix de límit entre els termes de la Font d'en Carròs, i Potries, als voltants del qual es troba els punts de confluència dels termes de la Font d'en Carròs, Potries i Vilallonga per això el nom de les Encreuades perquè es creuen els tres termes.
El barranc, en escórrer-se de la muntanya, baixa i abans de travessar la carretera que va de Potries a la Font d'en Carròs rep l'aigua del Barranc de Porra que naix als vessants de la muntanyeta Llarga o de les Encreuades i de la muntanya de l'ermita, en terme de Potries, en la partida de la Pedrera molt a prop del motor del Crist.
En travessar la carreretera continua sent el límit geogràfic entre el terme de la Font i de Potries i deixa a l'esquerra la partida de les Jovades de Potries, després tavessa el terme de la Font i continua en direcció cap a l'Alcudiola de Rafelcofer. A l'altura de la Casa Mercadera, rep per l'esquerra, les aigües d'un xicotet afluent que naix proper d'un meandre que fa el riu Serpis al nord de Potries.
El barranc (com el coneixen a Rafelcofer) entra en terme de Rafelcofer i passa per darrere de l'Alcudiola, seguix els curs llepant els extramurs de la part nord de Rafelcofer, i abans d'arribar a l'Alqueria de la Comtessa, existix una presa d'alcament i retenció de l'aigua. A l'Alqueria passa pel nord de nucli urbà i rep el nom de Barranc de Seret.
Passa pel límit de Palmera (poble del qual pren el nom), travessant la carretera Nacional 332 i baixa cap a Piles deixant a l'esquerra el terme de Palmera, travessa la carretera Natzaret-Oliva, passa al nord de Piles i va estretint el seu llit al mínim, seguix per la partida de la Mota, i després de lleugeres oscil·lacions seguix per les Tancades, cap al terme d'Oliva amb la qual servix de límit en el seu últim caminar, i després de rebre les aigües d'alguns escorredors de la Séquia del Molí i de l'anomenat Vall del Rei, aboca les seues aigües a la mar, per l'anomenada Gola de Cameta o Séquia de Piles, després d'haver recorregut un poc més de 10 km.